# Kiss Me Red (canção de Crispy)
Kiss Me Red é uma canção do grupo dinamarquês de dance-pop Crispy, como single de estreia do grupo e pertencendo ao álbum de 1998, The Game. Foi inicialmente lançado em fevereiro de 1998 e foi muito bem sucedido em toda a Escandinávia. Os dois singles seguintes "Licky Licky" e "Love Is Waiting" também foram grandes hits na Escandinávia. Kiss Me Red também aparece no jogo popular de dança "In The Groove".

## Lista de Faixas
Denmark 'CD single'
1. "Kiss Me Red" (Radio Remix) - 3:30
2. "Kiss Me Red" (Extended Version) - 4:38
3. "Kiss Me Red" (Main Mix) - 3:22
4. "Kiss Me Red" (Club Version) - 5:26

## Ligações Externas
- "Letras dessa música" no MetroLyrics